# Marie-Luise Plener
Marie-Luise Plener, geb. Marie Luise Weinand, verh. Marie Luise Plener-Huber (* 30. November 1909 in Essen; † 7. Juni 1996 in Berlin) war eine deutsche Résistancekämpferin und Journalistin.

## Leben
Die Arbeitertochter Marie Luise Weinand trat schon als Jugendliche 1925 in den Kommunistischen Jugendverband Deutschlands (KJVD) ein und wurde 1929 Mitglied der KPD. Sie arbeitete im Frauenausschuss und in der Revolutionären Gewerkschaftsopposition (RGO) im Ruhrgebiet und in Berlin mit. 
Ihre Brüder Robert (* 1903) und Karl (* 1906) waren im kommunistischen Widerstand und flohen 1934 bzw. 1936 aus Deutschland, um in Spanien in den Internationalen Brigaden gegen das faschistische Franco-Regime zu kämpfen. Sie gerieten in Spanien und Frankreich in Gefangenschaft, wurden in das nationalsozialistische Deutschland ausgeliefert und bei Kriegsende aus den Konzentrationslagern Dachau und Sachsenhausen befreit. Die Schwester Martha (* 1900) wurde ab 1937 mehrfach als Zeugin Jehovas verhaftet (1942 KZ Ravensbrück, 1944 KZ Sachsenhausen) und ebenfalls befreit. Stolpersteine erinnern an die vier Geschwister seit 2025 vor dem damaligen Haus der Familie in Essen-Frohnhausen.
Nach der Machtergreifung der Nationalsozialisten 1933 musste Marie Luise Plener zusammen mit ihrem Ehemann Kurt Plener und ihrer 1933 geborenen Tochter Ulla Plener Deutschland verlassen, da gegen Kurt Plener ein Haftbefehl vorlag. Die Familie ging in die Emigration in die Sowjetunion. Marie Luise Plener besuchte in dieser Zeit die Kommunistische Universität der nationalen Minderheiten des Westens und erhielt eine politische Ausbildung. Im Juni 1939 meldete sich Marie Luise Plener freiwillig für einen Einsatz als Kurier in Frankreich. Danach studierte Plener bis zur Kapitulation Frankreichs an der Pariser Sorbonne.
Nach dem Einmarsch der Wehrmacht wurde Plener verhaftet und im Camp de Gurs interniert. Sie konnte jedoch mit einer Gruppe Frauen aus der Haft fliehen und hielt sich illegal in Toulouse auf. Dort unterstützte sie die illegale KPD-Leitung, den Travail allemand und das Komitee Freies Deutschland für den Westen (KDFW). Plener arbeitete verdeckt in einer deutschen Dienststelle, trug Informationen für die Résistance zusammen und bewahrte französische Zivilisten vor der Zwangsarbeit in Deutschland, 1944 und 1945 war Plener Mitarbeiterin des Senders Toulouse und der Zeitung Soldat am Mittelmeer. Bis Kriegsende hielt sie Vorträge vor deutschen Kriegsgefangenen.
Im Sommer 1945 kehrte Plener nach Deutschland zurück und begann bei der Polizei in Essen zu arbeiten. Sie war Redakteurin im Westdeutschen Volks-Echo, das 1948 durch die Besatzungsbehörden verboten wurde. Wegen ihres Engagements für die KPD wurde Plener von den britischen Besatzungstruppen aus dem Polizeidienst entlassen und siedelte 1947 in die sowjetische Besatzungszone über. Bis 1949 war Plener beim Vorläufer des Innenministeriums der Deutschen Demokratischen Republik beschäftigt, wurde aber als Westemigrantin nach der Gründung der DDR benachteiligt. Plener war danach im Verlagswesen der DDR tätig und starb 1996 in Berlin. 2010 veröffentlichte ihre Tochter, Ulla Plener, ein Buch über das Leben ihrer Mutter mit dem Titel „Ich bereue mein Leben nicht. Die Lebensgeschichte einer Idealistin – Marie-Luise Plener-Huber“.